# 남해고속도로제3지선
남해고속도로의제3지선(南海高速道路의第三支線, 고속국도 제105호선)은 경상남도 창원시를 기점으로, 김해시를 종점으로 하는 고속국도이며 남해고속도로의 지선이다. 총사업비가 5천 400억원이며 2017년 1월 13일에 개통되었다. 롯데건설컨소시엄이 민간투자사업자이며 이를 추진할 법인인 부산신항제2배후도로 주식회사는 발해인프라투융자 (최대주주)가 60%, 교보생명과 대한생명(현 한화생명)이 각 각 15%, 롯데건설 외 시공사가 10%의 지분을 갖고 있다.

## 역사
- 2008년 11월 17일 : 경상남도 진해시 ~ 경상남도 김해시 진례면 구간을 고속국도 제105호선 남해고속도로의제3지선으로 지정[1]
- 2012년 4월 19일 : 부산항신항 제2배후도로 민간투자사업 실시계획 승인 및 고속도로 신설을 위해 경상남도 창원시 진해구 남문동 ~ 김해시 진례면 산본리 15.26km 구간 도로구역 결정[2]
- 2012년 7월 13일 : 신항 교차로 ~ 진례 분기점 15.26km 전 구간 착공
- 2015년 3월 27일 : 국토교통부고시로 기점을 '경상남도 진해시'에서 '경상남도 창원시 진해구 남문동'으로 변경, 종점을 '경상남도 김해시 진례면 산본리'로 명시[3]
- 2015년 4월 27일 : 사업시행기간을 2012년 7월 13일부터 2017년 1월 12일 까지로 명시[4]
- 2015년 12월 2일 : 시점부 웅천왜성 문화재 구간 선형 변경 및 죽항마을 구간 진해 나들목 램프 선형 변경을 위해 경상남도 창원시 진해구 남문동 ~ 김해시 진례면 산본리 15.26km 구간 도로구역 변경[5]
- 2017년 1월 13일 : 진해 나들목을 제외한 신항 교차로 ~ 진례 분기점 15.26km 전 구간 개통[6]
- 2018년 1월 6일 : 진해 나들목 개통[7]

## 구성
차로 수
- 전 구간 왕복 4차로

총 연장
- 15.26km

제한속도
- 최고 100km/h, 최저 50km/h

터널
| 터널 이름 | 소재지                        | 길이   | 준공 년도 | 비고      |
| --------- | ----------------------------- | ------ | --------- | --------- |
| 밤갓터널  | 경상남도 창원시 진해구 남문동 | 2,052m | 2017년    | 김해 방면 |
| 밤갓터널  | 경상남도 창원시 진해구 소사동 | 2,057m | 2017년    | 진해 방면 |
| 굴암터널  | 경상남도 창원시 진해구 대장동 | 3,285m | 2017년    | 김해 방면 |
| 굴암터널  | 경상남도 김해시 관동동        | 3,308m | 2017년    | 진해 방면 |
| 관동터널  | 경상남도 김해시 대청동        | 345m   | 2017년    |           |
| 장유1터널 | 경상남도 김해시 대청동        | 1,290m | 2017년    | 김해 방면 |
| 장유1터널 | 경상남도 김해시 삼문동        | 1,330m | 2017년    | 진해 방면 |
| 장유2터널 | 경상남도 김해시 삼문동        | 1,975m | 2017년    | 김해 방면 |
| 장유2터널 | 경상남도 김해시 진례면 산본리 | 1,975m | 2017년    | 진해 방면 |

## 나들목 · 분기점
- 여기서 숫자는 진출입교차점 (IC 및 JC) 번호를 말하고, TG는 요금소 (tollgate), SA는 (Service Area)를 뜻한다.
- 거리의 단위는 km이다.

| 번호            | 이름            | 로마자 이름     | 구간 거리       | 누적 거리       | 접속 노선                                         | 소재지          | 소재지          | 비고                                                                   |
| 신항배후로 직결 | 신항배후로 직결 | 신항배후로 직결 | 신항배후로 직결 | 신항배후로 직결 | 신항배후로 직결                                   | 신항배후로 직결 | 신항배후로 직결 | 신항배후로 직결                                                        |
| --------------- | --------------- | --------------- | --------------- | --------------- | ------------------------------------------------- | --------------- | --------------- | ---------------------------------------------------------------------- |
|                 | 신항 교차로     | New Port        | -               | 0.00            | 신항배후로 신항북로                               | 경상남도        | 창원시          | 기점                                                                   |
| 1               | 진해 요금소     | Jinhae TG       |                 |                 | 진해산업로                                        | 경상남도        | 창원시          | 본선요금소(나들목, 요금소 일체형) 김해방향 진입과 창원방향 진출만 가능 |
| 1               | 진해            | Jinhae          |                 |                 | 진해산업로                                        | 경상남도        | 창원시          | 본선요금소(나들목, 요금소 일체형) 김해방향 진입과 창원방향 진출만 가능 |
| 2               | 대청            | Daecheong       |                 |                 | 지방도 제1020호선 (금관대로)                      | 경상남도        | 김해시          | 창원방향 진입과 김해방향 진출만 가능                                   |
| 3               | 남진례          | S.Jillye        |                 |                 | 지방도 제1042호선 (서부로)                        | 경상남도        | 김해시          | 창원방향 진입과 김해방향 진출만 가능                                   |
| 4               | 진례 분기점     | Jillye JC       |                 |                 | 10호선 남해고속도로 (104호선 남해고속도로제2지선) | 경상남도        | 김해시          | 부산방향 진출시 남해고속도로제2지선 간접 연결                          |

## 주요 통과지
경상남도
- 창원시 진해구 (남문동 - 제덕동 - 남양동 - 소사동 - 대장동) - 김해시 (관동동 - 대청동 - 삼문동 - 부곡동 - 진례면)

## 같이 보기
- 남해고속도로
- 남해고속도로제1지선
- 남해고속도로제2지선
- 부산신항제2배후도로 (기업)